# Trimerotropis maritima
Trimerotropis maritima es una especie de saltamontes perteneciente a la familia Acrididae. Se encuentra en Norteamérica y Centroamérica, incluyendo el Caribe. Vive en zonas arenosas, como playas y dunas. Pasa el invierno como huevos, bajo el suelo, a veces tolera estar sumergido bajo el agua. Los adultos son más comunes en el verano.

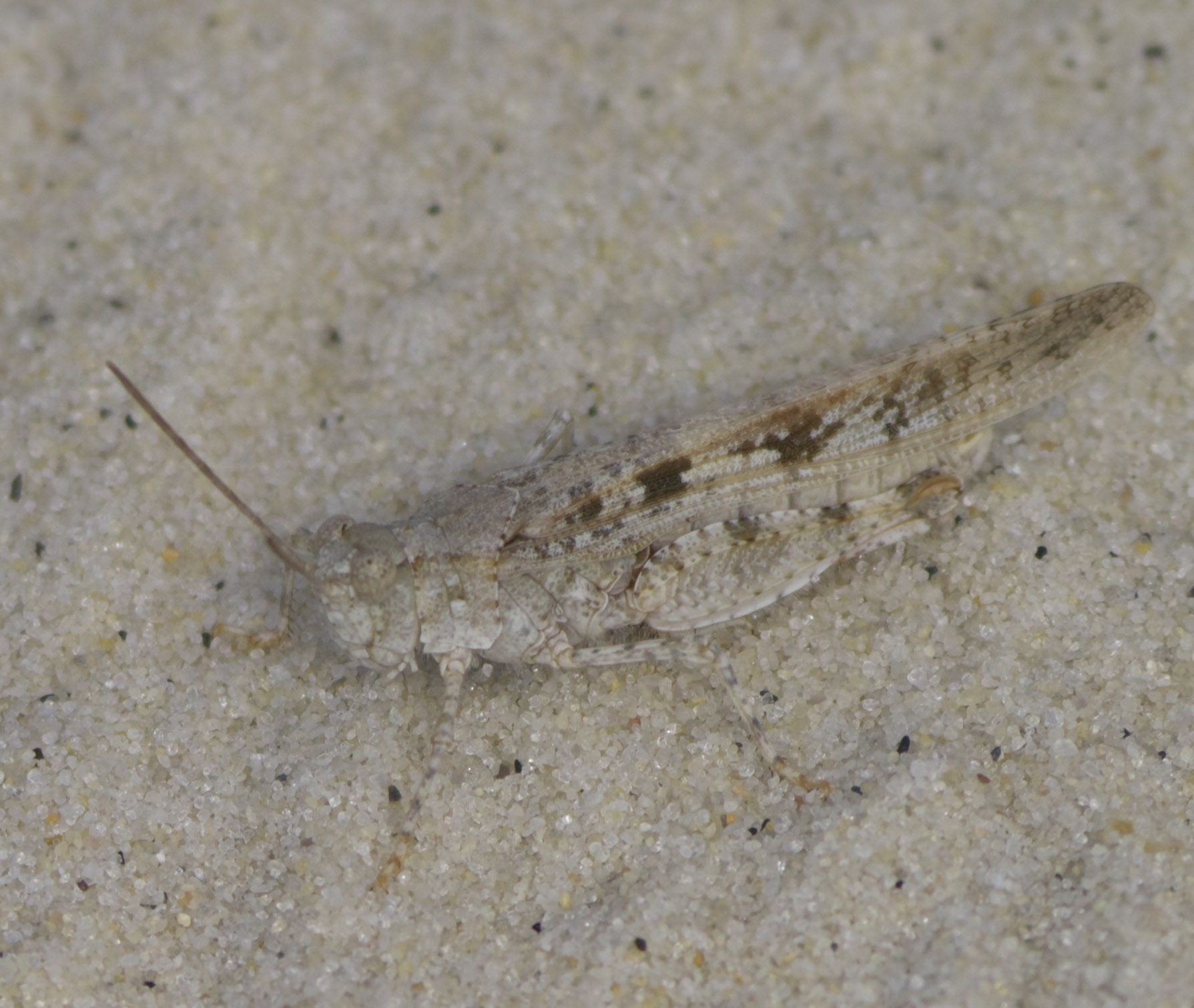
Trimerotropis maritima